# Reșnivka, Starokosteantîniv
Reșnivka (în ucraineană Решнівка) este o comună în raionul Starokosteantîniv, regiunea Hmelnîțkîi, Ucraina, formată numai din satul de reședință.

## Demografie
Componența lingvistică a comunei Reșnivka
     Ucraineană (99,47%)
     Alte limbi (0,35%)
Conform recensământului din 2001, majoritatea populației comunei Reșnivka era vorbitoare de ucraineană (99,47%), existând în minoritate și vorbitori de alte limbi.